# Santiago Armada
Santiago Rafael Armada Suárez, más conocido como Chago (nacido en junio de 1937 en Palma Soriano actual provincia de Santiago de Cuba y fallecido en La Habana en 1995), fue un artista y diseñador cubano.

## Biografía
Armada ingresó en la Escuela Profesional de Comercio de La Habana en 1954. En mayo de 1958 crea el personaje de diseño Julito 26, que aparece en el diario El Cubano Libre. Durante la campaña de lucha revolucionaria, se alza en la Sierra Maestra a temprana edad formando parte de la Columna 1 José Martí y compone varias canciones que salen al aire en la entonces recién inaugurada estación Radio Rebelde. En 1961 cofunda la Unión de Escritores y Artistas de Cuba (conocida por sus siglas UNEAC) y en 1962 se hace miembro de la Unión de Periodistas de Cuba (UPEC). Es considerado junto a Servando Cabrera Moreno, Raúl Martínez, Antonia Eiritz y Humberto Peña como participante de la vanguardia artística visual de la década de los años 60.
Varias de sus obras fueron adquiridas por el Museo Nacional de Bellas Artes de La Habana.
Armada trabajó durante muchos años en la redacción del periódico Granma, hasta su muerte en 1995.

## Exhibiciones individuales
- 1975 - "Humor Nosis, Ninguno, Otro"; Granma en La Habana.
- 2000 - "Sa lo món"; Centro de Desarrollo de las Artes Visuales de La Habana.
- 2000 - "Chago"; Centro de Dibujo de Nueva York.

## Exhibiciones colectivas
- 1959 - "Dibujos humorísticos"; Sociedad Cultural Nuestro Tiempo; La Habana.
- 2002 - Fair of the Royal College of Art, Londres, Gran Bretaña.

## Premios
- 1962 - Primer Premio, 1962 Youth Festival, Helsinki, Finlandia.
- 1965 - Medalla de Bronce, Feria Internacional del Libro de Leipzig, Alemania.